# Pinacosaurus
Pinacosaurus var en slægt af dinosaurer, der lignede Ankylosaurus, men var lidt mindre. De havde en enkelt benkølle for enden af halen.
| Dyr | Spire Denne artikel om dyr er en spire som bør udbygges. Du er velkommen til at hjælpe Wikipedia ved at udvide den. |